# Tullibardine (Whiskybrennerei)
Die Tullibardine-Brennerei ist eine Whisky-Destillerie in Blackford.

## Geschichte
Im 12. Jahrhundert wurde die Brauerei in Blackford gegründet. 1488 kaufte König James IV in der lokalen Brauerei Bier. Auf Grund dessen wurde die Brauerei von ihm 1503 mit der Royal Charter für seine Bierproduktion ausgezeichnet. 1886 wurde mit dem Brennen von Whisky begonnen.
1947 wurden die Brauereigebäude von William Delmé Evans in die heutige Tullibardine Brennerei umgewandelt und 1949 der erste Whisky gebrannt. 1953 wurde die Destille an Brody Hepburn und 1971 an Invergordon Distillers verkauft. Zu diesem Zeitpunkt wurden zu den zwei bestehenden Stills zwei weitere hinzugefügt.
Whyte and Mackay übernahm die Brennerei 1993 und stellte den Betrieb bereits ein Jahr später wieder ein. Eine private Vereinigung kaufte 2001 die Brennerei für 1,1 Millionen Pfund und nahm die Produktion wieder auf. 2011 übernahm die französische Wein- und Spirituosengruppe Picard Vins & Spiritueux die Brennerei, in deren Besitz sich auch die Whisky-Marke Highland Queen befindet.
2013 stellte man die Produkt-Kernpalette um. Tullibardine Sovereign aus verschiedenen Fässern wie Sauternes, Sherry und Burgundy wurde als NAS-Whisky ohne Altersangabe eingeführt. Ebenso wurden der 20- und der 25-jährige Sovereign eingeführt.
2014 wurde die Produktion erweitert durch den Kauf des insolvent gegangenen Supermarktes Baxter unmittelbar am Unternehmenssitz. Hier wurden ein Teil der Produktion sowie die Flaschenabfüllung und ein Teil der Fasslagerung integriert.
2015 wurde ein naheliegender Parkplatz erworben und dort umfangreiche Fasslager errichtet.

## Produktion
Die Wasserversorgung erfolgt über den Danny Burn, einen kleinen Fluss, der die Brennerei mit frischem und sauberem Wasser aus den vor über 400 Millionen Jahren entstandenen Achill Hills versorgt. Das Wasser legt von der Quelle bis zu Brennerei einen weiten und langwierigen Weg zurück, der über 15 Jahre dauert.
Das gleiche Wasser wird von dem ebenfalls am Ort ansässigen Unternehmen Highland Spring als Mineralwasser vermarktet.

Brennblase
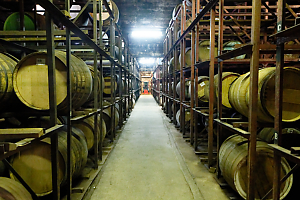
Fasslager

## Das Besucherzentrum
Die Brennerei verfügt über ein Besucherzentrum und bietet zahlreiche Führungen und Tastings an. Diese werden im 1488 Café durchgeführt.